# 니거

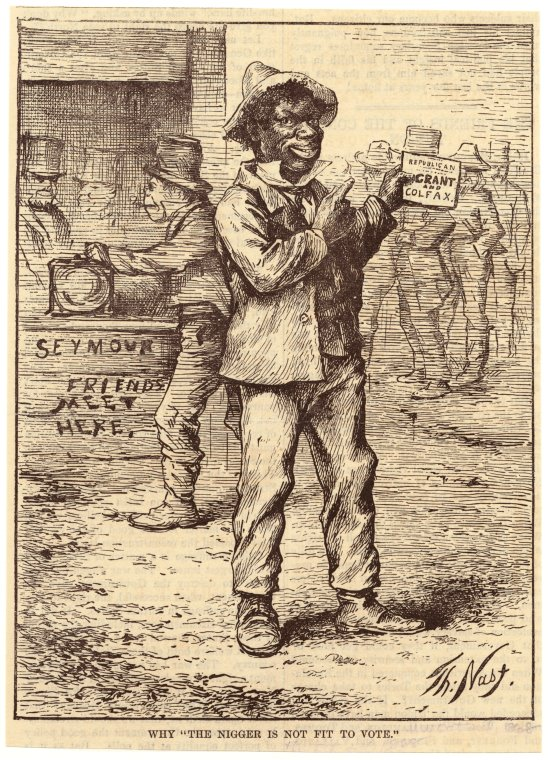

니거(영어: Nigger)는 주로 영어권에서 흑인을 가리키는 멸칭이다.
니거는 당사자인 흑인들 사이에서는 '이놈아', '임마' 등의 어감으로 친근감을 나타내기 위하여 사용되기도 한다. 그러나 다른 인종이 흑인에게 이 말을 사용하면 모욕적인 의도를 내포한 것으로 판단되며 이런 경우 대개 인종차별적 욕설로 간주된다. 현대에 들어서 타 인종이 니거라는 표현을 사용하는 것은 사실상 금기시되고 있다.
이 단어는 검은 피부를 지닌 사람들을 가리키는 중립적 용어로 기원하였는데, 당시 라틴어 형용사 niger("검은")에서 나온 스페인어와 포르투갈어의 명사 니그로(Negro)를 가리켰다. 20세기에 들어 이 용어는 매우 공격적으로 간주되기 시작했으며, 현대에는 간접적으로 언급하는 것도 터부시되어 완곡한 낱말인 N-word로 지칭하기도 한다. 미국 흑인 영어의 발음을 반영하여 Nigga로 쓰기도 한다.